# Edina Csabová
Edina Csabová (* 15. května 1979) je bývalá maďarská sportovní šermířka, která se specializovala na šerm šavlí. Maďarsko reprezentovala v devadesátých letech a v prvním desetiletí jednadvacátého století. V roce 1999 a 2003 obsadila třetí místo na mistrovství Evropy. S maďarským družstvem šavlistek vybojovala v roce 2002 druhé místo na mistrovství světa a Evropy.